# راکل سیلوا
راکل سیلوا (انگلیسی: Raquel Silva؛ زادهٔ ۳۰ آوریل ۱۹۷۸) بازیکن والیبال اهل برزیل است.